# Vogtland

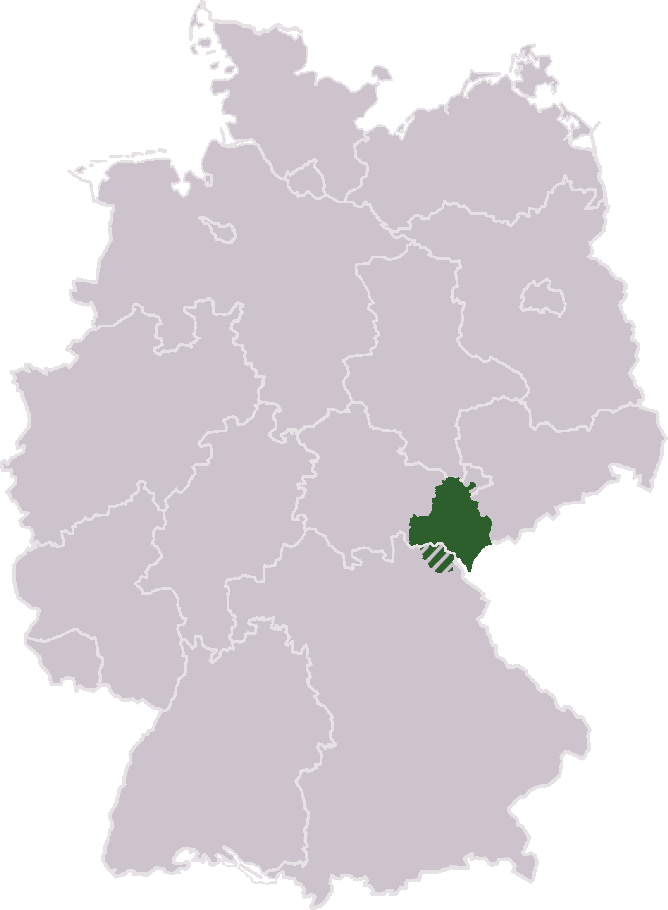

Vogtland (wym. MAF: [ˈfoːktˌlant], posłuchajⓘ; cz. Fojtsko) – wyżyna w Niemczech (Saksonia, Turyngia i Bawaria) oraz w niewielkim stopniu w  Czechach. Stanowi część Średniogórza Niemieckiego (niem. Deutsches Mittelgebirge). Wzniesienia w paśmie nie przekraczają 800 m n.p.m. Największe miasta w pobliżu to Plauen, Gera, Hof.